# Torre del Poetto
Torre del Poetto este o arie protejată (arie specială de conservare — SAC, sit de importanță comunitară — SCI) din Italia întinsă pe o suprafață de 9,37 ha, integral pe uscat.

## Localizare
Centrul sitului Torre del Poetto este situat la coordonatele 39°11′22″N 9°09′48″E / 39.189444°N 9.163333°E.

## Înființare
Situl Torre del Poetto a fost declarat sit de importanță comunitară în iunie 1995 pentru a proteja 14 specii de animale. Situl a fost protejat și ca arie specială de conservare în aprilie 2017.

## Biodiversitate
Situată în ecoregiunea mediteraneană, aria protejată conține 2 habitate naturale: Pseudostepă cu ierburi și specii anuale de Thero-Brachypodietea, Tufărișuri termo-mediteraneene și de pre-deșert.
La baza desemnării sitului se află mai multe specii protejate:
- păsări (13): Alectoris barbara, fâsă-de-câmp (Anthus campestris), ciuf de câmp (Asio flammeus), caprimulg (Caprimulgus europaeus), erete de stuf (Circus aeruginosus), presură de grădină (Emberiza hortulana), șoim călător (Falco peregrinus), muscar-gulerat (Ficedula albicollis), sfrâncioc roșiatic (Lanius collurio), Larus audouinii, ciocârlie de pădure (Lullula arborea), Sylvia sarda, silvie de tufiș (Sylvia undata)
- reptile (1): Euleptes europaea

Pe lângă speciile protejate, pe teritoriul sitului au mai fost identificate 59 de specii de păsări.